# おとり捜査官
『おとり捜査官』（おとりそうさかん）は、山田正紀による推理小説のシリーズ。警視庁科学捜査研究所「特別被害者部」に所属する「みなし公務員」のおとり捜査官、北見志穂が猟奇事件を解決すべく、自ら囮となり、犯人検挙に臨むシリーズ。
1996年に『女囮捜査官』（おんなおとりそうさかん）のシリーズタイトルで、トクマ・ノベルズ（徳間書店）から全5作が出版された。1998年、幻冬舎文庫（幻冬舎）で再刊されたが、その際に各巻のタイトルが改められ、『五感推理シリーズ』（ごかんすいりシリーズ）の別題が付いた。同年から『おとり捜査官・北見志穂』としてテレビドラマ化され、テレビ朝日系列の「土曜ワイド劇場」枠などで全20作が放送されている。その間の2009年に朝日文庫（朝日新聞出版）から再刊された際に、原作である本作のシリーズタイトルも『おとり捜査官』へ改題された。
2021年から徳間文庫（徳間書店）の新レーベル「トクマの特選！」で「山田正紀・超絶ミステリコレクション」の一環として、『囮捜査官 北見志穂』と改題して刊行が開始されているが、この版では旧作4巻までを各巻タイトルも一新して再刊の後、旧作5巻に代わる複数巻の新作が刊行される予定となっている。

## シリーズ作品

### 5部作版

#### トクマ・ノベルズ
- 女囮捜査官1 触姦 （1996年2月） ISBN 4-19-850295-1
- 女囮捜査官2 視姦 （1996年4月） ISBN 4-19-850308-7
- 女囮捜査官3 聴姦 （1996年6月） ISBN 4-19-850323-0
- 女囮捜査官4 嗅姦 （1996年8月） ISBN 4-19-850330-3
- 女囮捜査官5 味姦 （1996年11月） ISBN 4-19-850345-1

#### 幻冬舎文庫
- 女囮捜査官 1 触覚（五感推理シリーズ1） （1998年2月） ISBN 4-87728-570-9
- 女囮捜査官 2 視覚（五感推理シリーズ2） （1998年6月） ISBN 4-87728-610-1
- 女囮捜査官 3 聴覚（五感推理シリーズ3） （1998年10月） ISBN 4-87728-662-4
- 女囮捜査官 4 嗅覚（五感推理シリーズ4） （1999年2月） ISBN 4-87728-699-3
- 女囮捜査官 5 味覚（五感推理シリーズ5） （1999年6月） ISBN 4-87728-749-3

表紙のみ「五感推理シリーズ」の後に巻数が記されているが、奥付・背表紙・扉などでは「五感推理シリーズ」の表記はなくサブタイトルの前に巻数が記されている。

#### 朝日文庫
- おとり捜査官1 触覚 （2009年3月） ISBN 978-4-02-264450-3
- おとり捜査官2 視覚 （2009年4月） ISBN 978-4-02-264498-5
- おとり捜査官3 聴覚 （2009年5月） ISBN 978-4-02-264502-9
- おとり捜査官4 嗅覚 （2009年6月） ISBN 978-4-02-264504-3
- おとり捜査官5 味覚 （2009年7月） ISBN 978-4-02-264509-8

### 徳間文庫（トクマの特選！）版
- 山田正紀・超絶ミステリコレクション#2  囮捜査官 北見志穂1 山手線連続通り魔（2021年12月） ISBN 978-4-19-894703-3
- 山田正紀・超絶ミステリコレクション#3  囮捜査官 北見志穂2 首都高バラバラ死体（2022年1月） ISBN 978-4-19-894713-2
- 山田正紀・超絶ミステリコレクション#4  囮捜査官 北見志穂3 荒川嬰児誘拐（2022年2月） ISBN 978-4-19-894721-7
- 山田正紀・超絶ミステリコレクション#5  囮捜査官 北見志穂4 芝公園連続放火（2022年6月） ISBN 978-4-19-894753-8
以上はトクマ・ノベルズ版の復刊ではなく、朝日文庫版を底本として加筆修正（大幅な改訂ではない）を行っている。

## 主な登場人物

### 警視庁 科学捜査研究所 特別被害者部
- 北見志穂 - 主人公。「みなし公務員」として巡査に準じる身分で科学捜査研究所特別被害者部（特被部）に所属するおとり捜査官[注 2]。子供の頃から男たちにつきまとわれる「生まれながらの被害者タイプ」の女性で、そのため心理学を学び、さらには遠藤に資質を見込まれて、おとり捜査官に選ばれた。
- 袴田 - 志穂とパートナーを組む中年の刑事。巡査部長。有能でも仕事熱心でもなく、所轄署を転々とした末に特被部へ回された。
- 早瀬水樹 - もう一人のおとり捜査官。
- 広瀬 - 水樹のパートナーの若手刑事。捜査一課に在籍していたが、昇進試験の勉強の時間確保のため特被部に志願した。水樹にモーションをかけている。
- 柳瀬君江 - 特被部の部室で司令塔を務める女性刑事。
- 遠藤慎一郎 - 特被部の部長で創設者。若くして犯罪心理学の権威であり、一族は法曹界の名門で人脈も広い。

### 警視庁 捜査一課 六係
特被部を異端視する警察内部にあって、捜査一課六係は特被部のおとり捜査官の有能さを認める数少ない存在で、しばしば協力して捜査に当たっている。
- 井原 - 六係の主任。警部補。

### 東京地検
- 那矢 - 東京地検刑事部の検事。特被部のおとり捜査に反対する立場をとっているが、実績は公正に評価している。
- 小倉 - 東京地検に配属されたばかりの若手検事で那矢の部下。志穂に好意を抱き、密かに志穂を助ける。